# 朗 (汝拉省)
朗村（法語：Lent，法語發音：[lɑ̃] ⓘ）是法国汝拉省的一个市镇，位于该省东部，属于隆斯勒索涅区。

## 地理
朗村（46°44'39"N, 5°58'44"E）面积4.11 平方千米，位于法国勃艮第-弗朗什-孔泰大區汝拉省，该省份为法国东部内陆省份，北起上索恩省，西北接科多尔省，西临索恩-卢瓦尔省，南至安省，东与杜省和瑞士接壤。
与朗村接壤的市镇（或旧市镇、城区）包括：穆尔南-沙尔博尼、锡罗堡、沙朗西、萨普瓦、锡罗。
朗村的时区为UTC+01:00、UTC+02:00（夏令时）。

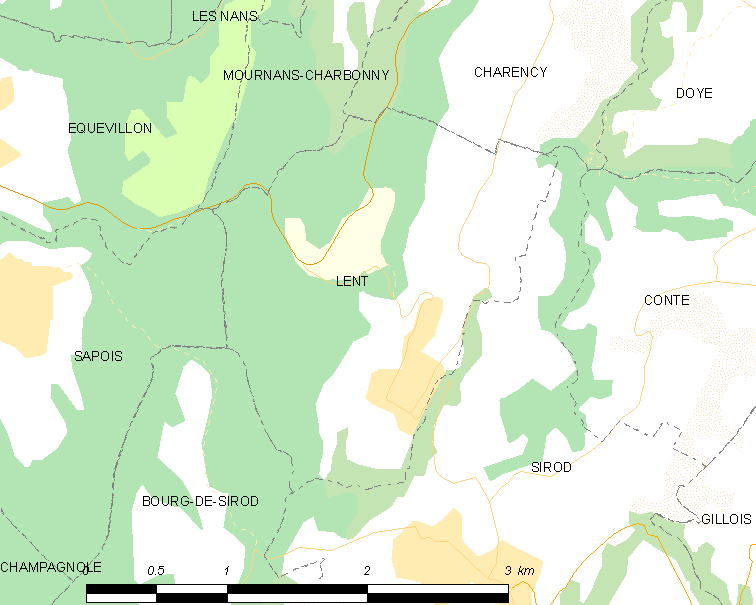
朗村的OSM定位图

## 行政
朗村的邮政编码为39300，INSEE市镇编码为39292。

## 政治
朗村所属的省级选区为尚帕尼奥勒县。

## 人口

1962-2008年间朗村人口变化图示

朗村于2022年1月1日时的人口数量为137人。